# 김수하
김수하(金秀何, 1994년 2월 23일 ~ )는 대한민국의 뮤지컬 배우이다.